# Tentulkuli
Tentulkuli é uma vila no distrito de Haora, no estado indiano de Bengala Ocidental.

## Demografia
Segundo o censo de 2001, Tentulkuli tinha uma população de 5122 habitantes. Os indivíduos do sexo masculino constituem 51% da população e os do sexo feminino 49%. Tentulkuli tem uma taxa de literacia de 68%, superior à média nacional de 59,5%: a literacia no sexo masculino é de 74% e no sexo feminino é de 62%. Em Tentulkuli, 11% da população está abaixo dos 6 anos de idade.